# Bågsporigt glasskinn
Bågsporigt glasskinn (Galzinia pedicellata) är en svampart som beskrevs av Bourdot 1922. Bågsporigt glasskinn ingår i släktet Galzinia och familjen Corticiaceae.  Arten är reproducerande i Sverige. Inga underarter finns listade i Catalogue of Life.